# Telefonväkteri

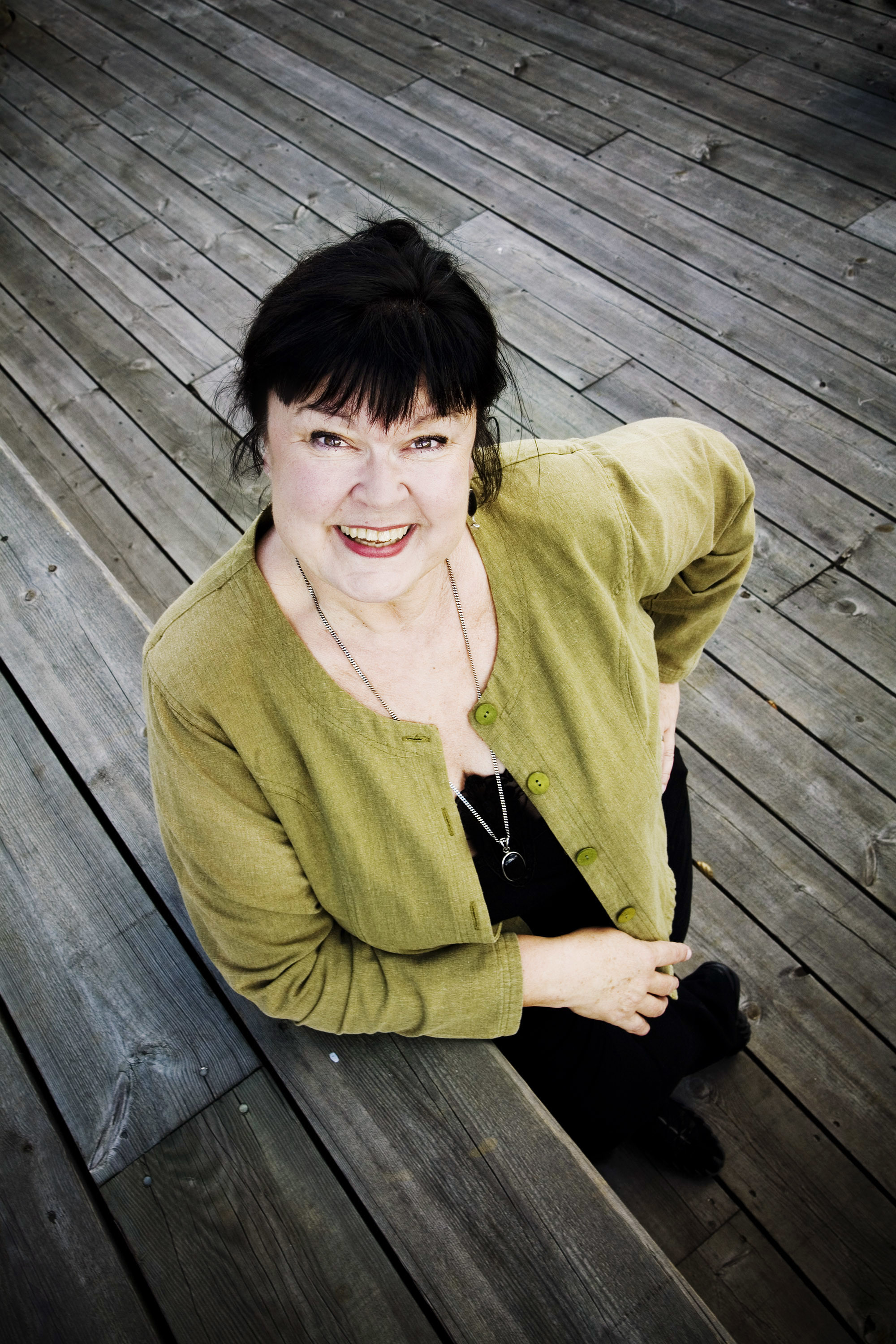
Lisa Syrén har kommunicerat med inringare i radio i både Karlavagnen och Ring så spelar vi.

Telefonväkteri är en programform eller programinslag i främst radio. Vid ett telefonväkteri svarar en eller flera personer på frågor från radiolyssnare som ringer in till programmet. De som svarar benämns telefonväktare, och om de är flera bildar de en panel.
Ordet har funnits i svensk skrift sedan 1968. Begreppet kan jämföras med svarspaneler som svarar på frågor från en närvarande publik; ett sådant exempel från den svenska TV-historien syntes i Fråga Lund. I radio förekommer även många andra former av program där inringare samtalar, kommenterar eller svarar på frågor. I svensk radio finns Ring så spelar vi (inringaren svarar på frågor och önskar låtar att spelas), Karlavagnen (samtalsprogram i olika ämnen) och Ring P1 (inringaren tycker till, motsvarande tidningars insändarspalter).
Programformen telefonväkteri är skapad för och främst anpassad till radio – i radio kan man varken se inringare eller svarspanel. Telefonväkterier förekommer dock från och till även i TV, bland annat i olika program relaterade till idrott, aktuella händelser, TV-utbudet och inför allmänna val. Rysslands statschef Vladimir Putin svarar sedan ett antal år tillbaka på frågor i ett årligt telefonväkteri i TV.
I den tidiga radiohistorien var det vanligare med program där man läste upp inskickade brev från lyssnarna. Ett sådant program var det svenska Barnens brevlåda.